# Loxosceles panama
Loxosceles panama är en spindelart som beskrevs av Willis J. Gertsch 1958. Loxosceles panama ingår i släktet Loxosceles och familjen Sicariidae.
Artens utbredningsområde är Panama. Inga underarter finns listade i Catalogue of Life.